# Vespoidea
Vespoidea er en overfamilie af årevingede insekter, der inkluderer hvepse og myrer.

## Klassifikation
Overfamilien Vespoidea omfatter bl.a disse familier:
- Familie: Tiphiidae (Myrehvepse)
- Familie: Sapygidae
- Familie: Mutillidae (Fløjlsmyrer)
- Familie: Sierolomorphidae
- Familie: Bradynobaenidae
- Familie: Rhopalosomatidae
- Familie: Pompilidae (Vejhvepse)
- Familie: Formicidae (Myrer)
- Familie: Scoliidae (Dolkhvepse)
- Familie: Vespidae (Gedehamse)

Genetiske undersøgelser tyder på, at Vespoidea også bør omfatte bier og gravehvepse (Apoidea) og i så fald skal opsplittes i flere mindre overfamilier.